# Чеченец (пароход)
«Чеченец» (рус. дореф. Чеченецъ) — крупный буксирный пароход нефтяного «Товарищества братьев Нобель», спущенный на воду в 1895 году. Пароход назван в честь чеченцев. Во время Сталинградской битвы участвовал в снабжении защитников города топливом.

## История
Компания «БраНобель» с 1879 года занималась перевозкой нефтегрузов. В начале 1880-х Товарищество имело на Волге всего два буксирных парохода «Парс» и «Брама», уже к середине 1880-х годов имело уже 8 буксирных пароходов и 60 барж, из них два наливных. К концу же 1890-х речной флот Товарищества вырос до 24 пароходов, из них 3 наливных, и более 70 барж, а к 1900 году включал в себя 29 пароходов, из которых 18 буксирных, 8 наливных и 3 служебных.
«Чеченец» построен в 1895 году на Курбатовском заводе в Нижнем Новгороде, спущен на воду в том-же году для буксировочных операции с нефтеналивными баржами по Волге. Пароход назван в честь чеченцев.  Буксируемый груз пароходом 4800 тонн.
8 февраля 1918 года пароход передан «Волготанкеру» из Нижневолжского пароходства.
Во время гражданской войны годов был вооружен и включен в состав белой флотилии, участвовал в боях под Вольском осенью 1918 года.
В период Великой Отечественной войны 1942—1943 года «Чеченец» был задействован Волжской военной флотилией на «челночной» работе (нефтекараваны), доставлял в Сталинград топливо.